# (466199) 2012 LC14
(466199) 2012 LC14 es un asteroide perteneciente al cinturón de asteroides, descubierto el 25 de octubre de 2000 por el equipo Spacewatch desde el Observatorio Nacional de Kitt Peak (Arizona, Estados Unidos).